# Willa Cavrois
Willa Cavrois – modernistyczna willa, zlokalizowana we francuskim mieście Croix (Nord), nieopodal Lille.

## Historia
Willę wzniesiono w latach 1929–1932 według projektu paryskiego architekta Roberta Malleta-Stevensa, a 12 grudnia 1990 wpisano na francuską listę zabytków architektury. Inwestorem był przedsiębiorca tekstylny Paul Cavrois z pobliskiego Roubaix.
W latach 1947–1955 sylwetkę nieco naruszono, w wyniku przebudowy dokonanej na zlecenie właścicieli, przez architekta Pierre’a Barbe. W 1986 dom sprzedano i popadł on w poważne zaniedbanie. Dom został wyremontowany w 2015.

## Architektura
Obiekt stanowi przykład eleganckiej i prostej, wczesnej architektury modernistycznej, propagowanej w latach 20. XX wieku, m.in. przez Le Corbusiera. Przemysłowiec pragnął posiadać dom czysty, higieniczny, zapewniający wysoki komfort mieszkania i umożliwiający uprawianie czynnego wypoczynku w obszernym ogrodzie wokół. Sama willa ma długość 60 m, na którym to dystansie spiętrzają się poszczególne bryły obiektu w tym basen i liczne tarasy. Dom ma powierzchnię mieszkalną równą 1840 m². Salon ma wysokość 6 m. W domu zainstalowano urządzenia będące wówczas, w latach 30. XX wieku nowatorskie takie jak telefon, winda, lodówka.